# Джорджо Кіналья
Джо́рджо Кіна́лья (італ. Giorgio Chinaglia, нар. 24 січня 1947, Каррара — пом. 1 квітня 2012, Нейплз) — італійський футболіст, що грав на позиції нападника. По завершенні ігрової кар'єри — спортивний функціонер.
Виступав, зокрема, за клуби «Лаціо», з яким ставав чемпіоном Італії, та «Нью-Йорк Космос», з яким чотири рази ставав переможцем Північноамериканської футбольної ліги, а також грав за національну збірну Італії, у складі якої брав участь у чемпіонаті світу 1974 року в ФРН.
В цілому в першому дивізіонах Італії та США Кіналья забив 319 голів у 429 матчах. З цим активом він займає 33-е місце в списку бомбардирів всіх часів та народів, а також є найкращим бомбардиром в історії Північноамериканської футбольної ліги, забивши в 254 матчах (включаючи матчі раунду плей-офф) 242 голи. 2000 року був включений в Зал слави американського футболу, а також був визнаний найкращим гравцем в історії «Лаціо».
Його називали «Лонг Джон» (англ. Довгий Джон), оскільки він нагадував валлійського нападника «Ювентуса» кінця 1950-х і початку 1960-х років Джона Чарльза, а також це прізвисько викликало асоціації з піратом Лонг Джоном Сільвером з «Острова скарбів» Стівенсона. А вболівальники в Італії називали футболіста «Джорджоне» (італ. Великий Джорджо) через високий зріст та «Бізон» — за специфічну манеру гри. Отримавши м'яч, Джорджо йшов напролом по центру на ворота і пробивав, причому прикриваючи м'яч корпусом дивно горбився під час бігу.

## Клубна кар'єра

### Ранні роки
Народився 24 січня 1947 року в тосканському містечку Каррара незабаром після закінчення війни. З роботою тоді було важко, і багато італійців відправлялися на заробітки в інші країни. Через це батько Джорджо Маріо разом з дружиною Джованною та старшою донькою Ритою відправився в Південний Уельс.. Сам Джорджо певний час залишався на батьківщині з бабусею Клелією, а коли йому виповнилося вісім років, він поїхав возз'єднуватися з батьками, які до того часу встигли створити власний ресторан.

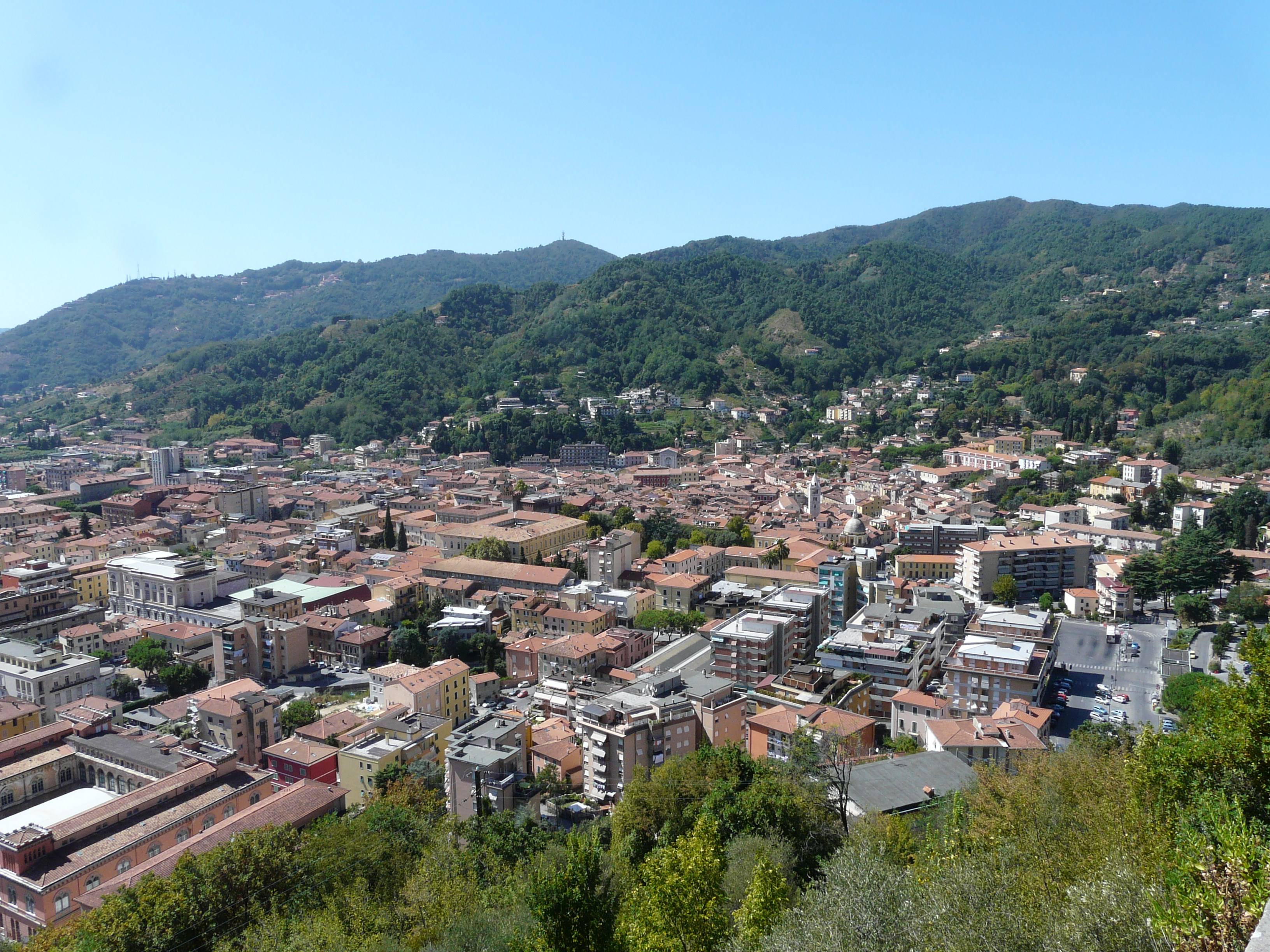
Місто Каррара, в якому народився Джорджо Кіналья

1953 року, коли йому виповнилося вісім років, Джорджо довелося самотужки перетнути пів-Європи та Ла-Манш. Бабуся супроводжувала хлопця до Мілана, а далі дитині довелося справлятися самому:
|                   | «Мені не було страшно. Я був занадто маленьким, щоб розуміти, що відбувається. Я лише запам'ятав добре те, що бабуся вишила на моєму коричневому светрі». Це було: «Giorgio Chinaglia-111 Richmond Street-Cardiff, Wales». |
| — Джорджо Кіналья | |

Джорджо добирався потягом, потім кораблем, потім знову потяг з лондонського вокзалу Вікторія і лише після того прибув в Кардіфф.
Незабаром Джорджо пішов у місцеву католицьку школу, але цікавила його лише гра з м'ячем. Вранці хлопчик грав в регбі, а вечорами займався футболом, приходячи додому в брудному та порваному одязі. Батько, однак, важав, що регбі мають займатися валлійці, а покликання італійців — футбол:
|                   | «Мій батько був впевнений, що у мене є здібності, щоб стати великим футболістом. Часом він вірив у мене більше, ніж я сам». |
| — Джорджо Кіналья | |

Коли Маріо пішов зі сталеливарного заводу та відкрив свій заклад Mario's Bamboo Restaurant, то змушував Джорджо працювати на кухні і в залі весь час, вільний від тренувань.

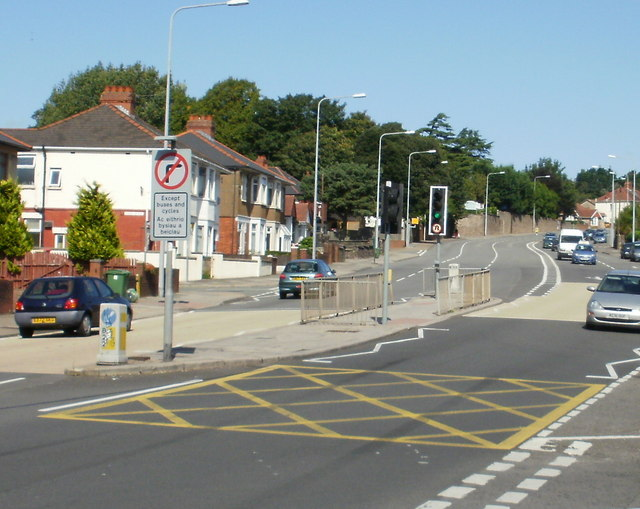
Місто Кардіфф, Уельс, в якому Кіналья провів ранні роки і розпочав футбольну кар'єру

Після цього Кіналья відмовився спробувати свої сили в «Кардіфф Сіті» лише тому, що його не хотіли брати без перегляду. А тренер «Свонсі Сіті» Тревор Морріс прийняв до складу талановитого італійця до молодіжної команди без жодних переглядів. В 1960-х типова британська команда нагадувала військову казарму, де особливо важко доводилося беззахисним новачкам, вимушеним робити всю брудну роботу. В 15-річному віці Кіналья потрапив в «Суонсі» на правах так званого apprentice. Тобто, окрім футболу, повинен був ще виконувати різні доручення «по господарству», від чищення бутс до фарбування стін в підтрибунних приміщеннях. За все це підліткові платили пристойні на ті часи 7 фунтів на тиждень. Проте до спорту ставлення у Джорджо було дуже легковажне. Кіналья виділявся на тлі ровесників, але при цьому був недисциплінований, постійно пропускав тренування і порушував режим. Кілька років Морріс і його наступник Глін Девіс терпіли розгульний спосіб життя Кінальї, і в 19 років він навіть добрався до першої команди, підписавши з нею контракт. Сезон 1965/66 став для Джорджо першим в професійному футболі, проте ніякої слави Кінальї не приніс. Він з'явився в складі всього шість разів, а «Суонсі» вилетів з другого англійського дивізіону в третій. Це був перший та останній сезон, проведений ним у Великій Британії — його вигнали з команди зі словами: «Тобі ніколи не стати професійним футболістом!».

### Повернення в Італію
1966 року батько вирішив повернутися на батьківщину і, виступивши в ролі менеджера, сам посватав сина в клуб Серії С «Массезе» з міста Масса. Кіналья виділявся на тлі своїх одноклубників, що не знали про віяння британської моди: відростив волосся і бакенбарди, а також носив оксамитові піджаки в стилі Beatles. Що стосується гри, то тут він був куди менш помітним, забивши всього 5 голів у 32 матчах. Незабаром Джорджо забрали в армію, і поки він проходив службу, його продали в «Інтернаполі», який тільки-но піднявся в Серію С. Кіналья був незадоволений, але президент новачків Де Гаудіо умовив хлопця, пообіцявши зарплату в 600 тисяч лір плюс премії за кожний гол і кожне зароблене командою очко.
В «Інтернаполі» Джорджо познайомився з футболістом Джузеппе Вілсоном. Окрім футболу, син англійця та неаполітанки вивчав юриспруденцію в університеті. Вони стали нерозлучними друзями на довгі роки і навіть клуби змінювали однакові. Також під час однієї з прогулянок з друзями Кіналья познайомився з дочкою американського військовослужбовця з НАТО Конні Еруцьоне. Їхні стосунки почалися з дружби, пізніше прийшла любов, і молоді люди хотіли одразу ж одружитися. Тільки батьки зуміли переконати їх небагато почекати.
Сезон «Інтернаполі» завершив дуже вдало: клубу зовсім трохи не вистачило, щоб піднятися в Серію В. А Кіналья забив 14 м'ячів. Ситуація в італійському футболі в той час була така, що скаути великих клубів шукали талановитих гравців в нижчих дивізіонах. Після фіаско «Скуадри адзурри» на чемпіонаті світу 1966 року купувати легіонерів за кордоном знову було заборонено, тому попит на внутрішній ринок різко зріс. Молодий форвард Кіналья потрапив на замітку багатьом селекціонерам після того, як забив 25 голів за два сезони в «Інтернаполі». Найспритнішим виявився Карлетто Галлі з «Лаціо»: за 200 мільйонів в Рим переїхав Джорджоне, а також його друг Вілсон. У Римі вважають, що це була найбільш ефективна витрата грошей в історії «Лаціо».

### «Лаціо»

#### 
У той час орлів тренував аргентинець Хуан Карлос Лоренсо, який не поділяв ентузіазму президента Умберто Лендзіні і його скаутів:
|                       | «Кіналья? Це не гравець рівня Серії А. Він мені нагадує слона, закритого на ключ в посудній лавці». |
| — Хуан Карлос Лоренсо | |

Небесно-блакитні, коли до них прийшов Кіналья, лише що повернулися з Серії В у еліту. Джорджо випустили на поле на заміну в матчі другого туру з «Болоньєю». Через тиждень, 28 вересня 1969 року, він вже грав на «Стадіо Олімпіко» у стартовому складі проти володаря Кубка чемпіонів — «Мілана». Це був день Кінальї, який забив єдиний гол у матчі. Він отримав довгий пас від захисника Джузеппе Вілсона, обвів міланця Анджело Анквілетті та закрутив м'яч повз воротаря Фабіо Кудічіні. Цей блискучий гол переконав тренера «Лаціо» Лоренсо в здібностях Кіналя, і дав йому місце в основному складі.

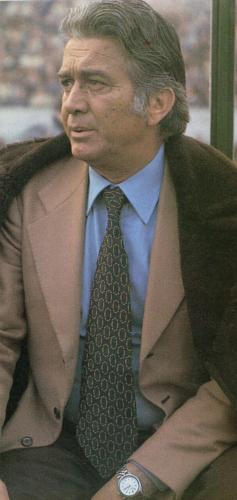
Томмазо Маестреллі — тренер «Лаціо», під керівництвом якого Кіналья здобув своє перше чемпіонство і вважав його своїм другим батьком

Однак на клубному рівні у Джорджо не все складалося благополучно. 1971 року «Лаціо» змушений був знову покинути Серію А. Аргентинця Лоренсо звільнили, а на його місце призначили Томмазо Маестреллі, колишнього гравця «Роми». Кіналья розлютився заявив: «Навіщо ви прибрали Лоренсо? Потрібно було дати йому ще один шанс! Тоді я теж піду!» Однак Маестреллі швидко знайшов підхід до футболістова, більше того, фактично став для нього другим батьком. Часом тренер виявляв поблажливість, коли відпустив Джорджо до дружини Конні, яка народжувала їх першу доньку Синтію, а часом та хитрість, коли за допомогою лимонних крапель переконував Кіналью, що він більше не хворий застудою і може спокійно виходити на поле.
У часи повального захоплення каттеначчо Маестреллі ризикнув надати «Лаціо» атакуючий стиль, на вістрі якого діяв Кіналья. У сезоні 1971/72 він забив 21 гол, забезпечивши своєму клубу друге місце слідом за «Тернаною», яке дає право на повернення в еліту.
У сезоні 1972/73 «Лаціо» став справжнім відкриттям Серії А. Ніколи ще команда, що піднялася з нижчого дивізіону, не була настільки близька до завоювання чемпіонського титулу. Боротьба за скудетто велася трьома клубами — «Ювентусом», «Лаціо» і «Міланом». Матчі останнього туру проходили одночасно, і за п'ять хвилин до їх закінчення всі три здобувача йшли нарівні, маючи по 44 очки. У «Ювентуса» на той момент була нічия в Римі з «Ромою» (1:1), у «Лаціо» — в Неаполі з «Наполі» (0:0). «Мілан» же безнадійно програвав у «Вероні» (2:5) і нічого вже змінити на краще не міг. Якби усталений до того моменту розклад зберігся, довелося б проводити додатковий турнір трьох команд. Але на 87-й хвилині Антонелло Куккуредду в Римі вивів вперед «Ювентус», а на 89-й і «Лаціо» пропустив у Неаполі м'яч від Дам'янова, відкотившись внаслідок на 3-тє місце.
Восени 1973 року англійські клуби вели перемовини по футболісту, але залишилися ні з чим. Також не зміг придбати футболіста і «Мілан», який готовий був викласти за Кіналя рекордну для світового футболу того часу суму — 1,2 мільйони доларів. Президент «Лаціо» Умберто Ленціні розумів, що варто йому лише дати натяк на згоду щодо цієї угоди, як в Римі негайно станеться повстання.

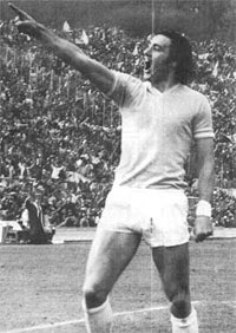
Джорджо Кіналья у римському дербі спілкується з фанатами «Роми». 1974 рік

До того ж того сезону «небесно-блакитні» взяли чемпіонство. В останньому домашньому матчі проти вибуваючої «Фоджі» їм потрібна була перемога, щоб достроково, за тур до кінця, забезпечити собі золото. На 60-й хвилині за рахунку 0:0 «Лаціо», яке реалізував Кіналья. Рахунок 1:0 зберігся до кінця матчу, який приніс «орлам» перше скудетто, а Кінальї дозволив виграти змагання бомбардирів з 24 м'ячами.
|                   | «Немає нічого поетичного в тому пенальті. У мене в голові крутилася лише одна думка: я повинен забити. Я не відчував нічого особливого, хіба що трохи більший тиск, ніж зазвичай. Однак я був упевнений, що ми виграємо те скудетто. Я був упевнений в цьому ще з літніх зборів після попереднього чемпіонату, коли у нас вкрали титул. Я був настільки впевнений, що зумів зарядити цією впевненістю своїх партнерів». |
| — Джорджо Кіналья | |

На той момент Лонг Джон вже перетворився на ідола однієї частини Риму і самого ненависного в іншій. Треба сказати, що він сам провокував таке ставлення. Забивши свій перший гол у дербі в Кубку Італії, Джорджоне кинувся до фанів «Роми» і прокричав: «Подивіться на мене! Я Джорджо Кіналья, і я вас побив!». В цей час протилежна трибуна безперервно скандувала «Giorgio Chinaglia e ' il grido di battaglia», італ. «Джорджо Кіналья-наш бойовий клич». Ультрас захоплювалися не лише грою великого нападника, а й тим, що він, як і ще один футболіст того «Лаціо» Джіджі Мартіні, відкрито заявив, що голосуватиме на виборах за Джорджо Алміранте з правої партії Соціальний рух. За ці свої слова форвард та отримав клеймо фашиста.
Попри те що у Кіналя навіть були друзі серед гравців «Роми», наприклад, Франческо Кордова або Боб Вієрі, в дербі на полі він про це забував. Проте з часом стосунки з уболівальниками «джаллороссі» стали проблемою, оскільки вони нерідко приходили до нього під будинок або в його власний магазин джинсів, щоб покричати образливі речівки. Особливо це не подобалося його дружині Конні.

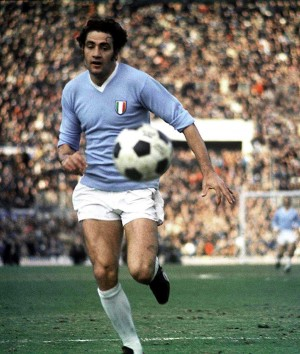
Джорджо Кіналья під час виступів за «Лаціо» у сезоні 1974-75

Тренер Маестреллі був для Джорджоне другим батьком. Ця пара часто обідала разом і за обідом обговорювала питання тактики та складу «Лаціо». Говорили навіть, що Кіналья рекомендував тренеру, кого з гравців слід купити. Одного разу, коли чутки про інтерес «Ювентуса» до успішного тренера досягли свого піку, Маестреллі запитав у Кінальї: «Уявімо, що мені подзвонять з смугастої команди. Що будемо робити?» І отримав відповідь: «А що можна робити, Містер? Залишимося тут. Ми представляємо Рим, ми найсильніші, всі інші нам поступаються. Куди ти хочеш поїхати? На Північ? Навіщо воно тобі?». Але в сезоні 1974/75, коли «Лаціо» захищав свій титул, у Маестреллі виявили рак, він змушений був розлучитися з футболом та через рік помер. Коли Маестреллі помер від раку, Джорджо вже жив в США, однак він повернувся, щоб нести труну з тілом тренера:
|                   | «Томмазо був для мене батьком. Він мене дійсно любив як батько. Не знаю, чому він вибрав саме мене з усієї команди. Однак він став для мене дуже близькою та дорогою людиною. Я часто бував у нього вдома, іноді залишався ночувати. Думаю, що наші шляхи ніколи не повинні були розходитися: ні в житті, ні в футболі». |
| — Джорджо Кіналья | |

З відходом Маестреллі «Лаціо» різко покотився вниз і в сезоні 1975/76 клуб уже вів відчайдушну боротьбу за виживання в Серії А. Кіналья був шокований смертю друга та вчителя. Коли сезон 1974/75 підходив до кінця, він несподівано заявив керівникам «Лаціо», що виснажений трьома останніми чемпіонатами, втомився, хоче вирушити на відпочинок в США, і заручився їх згодою зіграти кілька матчів за одну з американських команд. Але як лише Кіналья залишив Рим, виявилося, що він без особливого розголосу продав квартиру, меблі, автомобіль і свою частку в одному з торгових підприємств. Всі виручені гроші були переведені в американське містечко Інглвуд — на батьківщину його дружини Конні. Десять днів керівництво «Лаціо» робило спроби розшукати втікача, але не змогло. Коли Кіналья таки виявився, до нього направили делегацію з трьох осіб. Джорджоне заявив їм, що йде у відставку (в 27 років), в Італії більше виступати не буде, а якщо і буде грати, то за один з американських клубів. Незабаром з'ясувалося, що Кінальї зробив пропозицію «Нью-Йорк Космос», який завербував і Пеле.

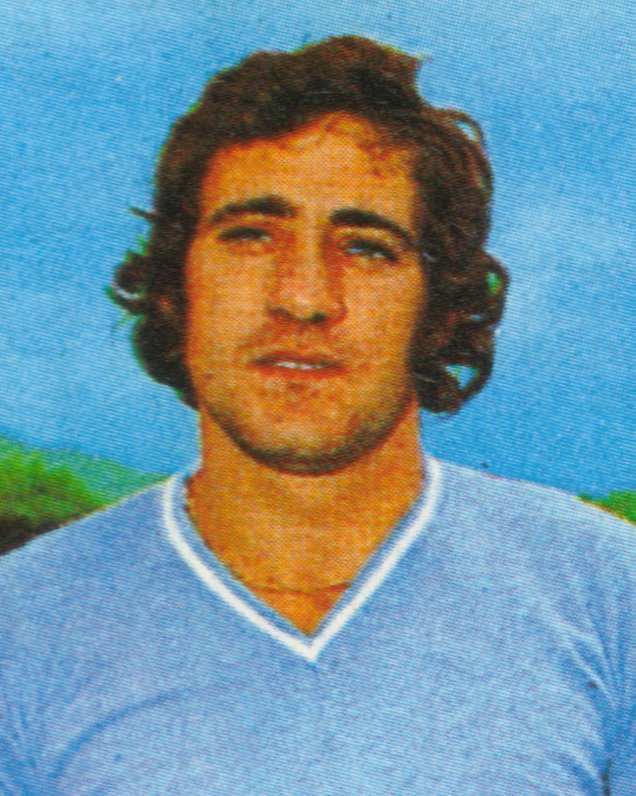
Джорджо Кіналья у останньому сезоні за «Лаціо». 1975 рік

Керівники «Лаціо» заявили, що менше ніж за два мільйони доларів вони Кіналя не віддадуть. Американці відповіли, що настільки значну суму вони платити не збираються. Після цього президент римлян заявив, що без їхнього дозволу він все одно грати не зможе. А «Лаціо» шукатиме собі нового центрфорварда. Тому Кінальї довелося після тримісячного відлучення повернутися до Італії та виплатити клубу штраф у розмірі 4 мільйонів лір (в перерахунку на долари — 14 тисяч). Його заробіток в попередньому сезоні (для порівняння) склав 120 мільйонів лір (420 тисяч доларів), не рахуючи преміальних. Він був одним з найбільш високооплачуваних футболістів Італії. Повернення Кінальї привернуло увагу ще й тому, що в інтерв'ю італійському телебаченню він дуже різко висловився на тему рабського становища футболістів в Італії, чим накликав на себе гнів керівництва федерації.
Кіналья якраз встиг повернутись до матчів «Лаціо» та одеського «Чорноморця» в першому раунді Кубка УЄФА. У першому матчі в Одесі «лаціалі» поступилися — 0:1. У відповіді рахунок 0:0 тримався до передостанньої хвилини, коли в сторону «Чорноморця» був призначений пенальті. Кіналья реалізував його, а у додатковий час забив ще два м'ячі з гри — 3:0. Майже цілий сезон Кіналья силоміць продовжував грати за «Лаціо», поки в травні 1976 року керівництво не погодилося нарешті відпустити його в «Космос». В цілому він забив за римлян 98 чемпіонатних голів, у тому числі 77 — в серії А.
Коли президент Лендзіні все ж домовився про перехід Лонг Джона в Космос за 900 тисяч доларів, тіфозі настільки не хотіли відпускати кумира, що в день його від'їзду зібралися в аеропорту в Ф'юмічіно. Кіналь довелося вилітати з іншого аеропорту, який розташований в Чампіно: спочатку в Геную, потім до Парижа і, нарешті, в США. Для того щоб фанати «Лаціо» зрозуміли і не засуджували його, він пішов на незвичайний крок: купив цілу рекламну смугу в газеті «Corriere dello Sport» і на цій смузі пояснив мотиви свого від'їзду. Він зробив наголос на тому, що його дружина Конні не хоче жити ніде, крім США, і що він повинен жити разом з нею.

### «Космос»
В «Космосі» він виявився пліч-о-пліч з такими видатними гравцями як Пеле, Франц Бекенбауер, Карлос Алберто та інші. У лізі NASL не існувало каттеначчо, тому Кіналья швидко став найкращим бомбардиром команди. Уже в дебютному матчі проти «Лос-Анджелес Ацтекс» 17 травня 1976 він зробив дубль, і « Космос» переміг — 6:0. П'ять сезонів поспіль (з 1978-го по 1982-й) він ставав найкращим бомбардиром ліги, а клуб здобув чотири титули переможця Північноамериканської футбольної ліги.
Піка результативності Кіналья досяг 1980 року (в 33-річному віці), коли забив в 39 матчах 50 голів. Ця сума склалася з 32 голів у 32 матчах регулярного сезону і 18 голів у 7 матчах плей-офф. В одній з ігор, з «Талса Рафнекс», Джорджо зміг вразити ціль сім разів. Після цього жодному футболісту світу більше не вдавалося досягати півсотні голів за сезон у національному чемпіонаті.
25 лютого 1978 року Кіналья отримав американське громадянство. В цілому за вісім сезонів в «Космосі» він забив 243 голи — набагато більше, ніж хто-небудь ще. 193 з них припали на 213 матчів регулярної першості, 50 — на 43 матчу плей-офф.

## Виступи за збірну
Достатньо швидко Лонг Джон привернув увагу наставника «скуадри адзурри» Ферруччо Валькареджі, який навіть вніс його в попередню заявку на чемпіонат світу 1970 року. Проте у Мексику він Кіналью не взяв через відсутність досвіду міжнародних зустрічей.
Ще будучи гравцем Серії В, Кіналья дебютував 21 червня 1972 року у збірній Італії. До нього це вдавалося лише Козімо Ночера з «Фоджі». Але Кіналья не лише дебютував, але і забив гол через кілька хвилин після своєї появи на полі. Італійці звели внічию матч з сильною в той час збірною Болгарії на їх полі — 1:1. Дуже швидко Кінальї вдалося виграти солідну конкуренцію за місце в основному складі збірної. Він витіснив таких форвардів, як Роберто Бонінсенья з «Інтернаціонале» і П'єтро Анастазі з «Ювентуса», і склав атакуючий дует з Луїджі Рівою.

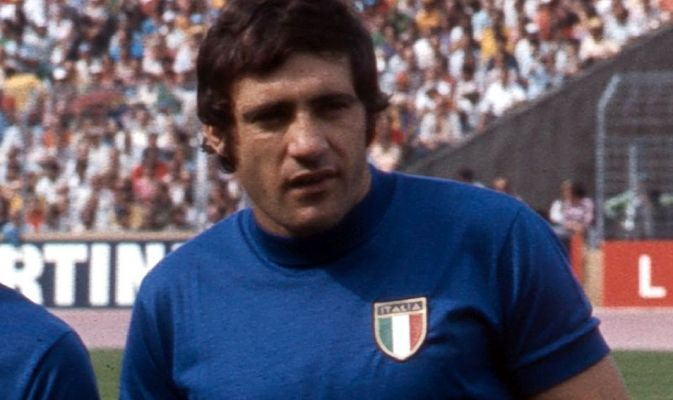
Джорджо Кіналья під час виступів за збірну Італії

14 листопада 1973 року Джорджоне провів один з найкращих матчів у своїй міжнародній кар'єрі. Італійці поїхали в гості до англійців. Місцеві таблоїди вийшли зі поблажливими заголовками, на кшталт «До нас завітали італійські офіціанти», адже ніколи раніше Скуадра не перемагала в гостях у родоначальників. За кілька хвилин до фінального свистка Джорджоне пройшов по флангу і з гострого кута несподівано пробив по воротах. Пітер Шилтон м'яч відбив, але спритнішим за всіх у штрафному виявився Фабіо Капелло, який забив переможний гол. Завдяки цьому «скуадра адзурра» вперше в своїй біографії здобула перемогу на «Вемблі».
На чемпіонаті світу 1974 року у ФРН італійці вважалися одними з фаворитів турніру після другого місця на минулому мундіалі, проте завершився новим провалом збірної Італії. Вона приїхала на турнір перевантаженою людьми, взятими лише за минулі заслуги. Внаслідок дісталося всім, і Кіналья потрапив «під роздачу». Лонг Джон, чемпіон та найкращий бомбардир Серії А, мав стати лідером і в національній команді, але несподівано виникли проблеми: італійці на Олімпіаштадіоні в Мюнхені дуже довго не могли розпечатати ворота аутсайдера своєї групи — збірної Гаїті, а потім ще і пропустили першими. Італія, звичайно, відігралася, однак на 69-й хвилині Валькареджі замінив Кіналя на П'єтро Анастазі, що перший спокійно перенести не зміг. Джорджоне відреагував бурхливо, супроводивши слова характерними жестами. Коли Кіналью замінили і він залишав поле, в нього посипався град предметів від розгніваних вболівальників. Після цього Кіналья вбіг у роздягальню, вибивши двері з ноги, та взявся кидати в стіну пляшки з мінеральною водою, приготовані для команди. Газетам лише того й треба було, і вчорашнього улюбленця публіки почали труїти. Джорджо зробили головним винуватцем поганої гри команди. Проте Кіналья швидко заспокоївся, вибачився і навіть потрапив до стартового складу на останній матч збірної у груповому турнірі, який його збірна програла полякам 1:2 і завершила свій виступ на «мундіалі», а Джорджо, як і в перший раз, виглядав на полі зовсім слабко. Цього разу замінили його в перерві. Після цього Джорджо почав виправдовуватися перед пресою:
|                   | «Пляшки? Які пляшки? Нічого я не бив… І жестів тих, про які ви пишете, не показував. Просто коли гравець йде з поля, йому прийнято аплодувати, ось я і махнув рукою трибунам — мовляв, не треба оплесків, це все політика». |
| — Джорджо Кіналья | |

Після цього у Кінальї кар'єра в збірній пішла на спад і на поле він виходив досить рідко. Наступного року Кіналья провів ще три матчі у футболці «скуадри» 1975 року, за кілька днів до своєї втечі в США, Джорджоне здійснив поїздку в Радянський Союз на матч збірних. Італія поступилася — 0:1. Це була його остання поява в «скуадрі адзуррі». Протягом кар'єри у національній команді, яка тривала 4 роки, провів у формі головної команди країни 14 матчів, забивши 4 голи.

## Кар'єра функціонера
Під час виступів в США, Кіналья став співвласником «Космосу», проте поступово колишній ентузіазм зник: зірки минулого завершили кар'єру і відвідуваність стадіонів різко впала. У 36 років Кіналья відчув нудьгу і ностальгію за Італією та непереборне бажання повернутися в «Лаціо». Батько Маріо намагався переконати сина: «Не варто тобі їхати до Італії, проблем не оберешся. Тут у тебе є все: слава, гроші, сім'я. Навіщо тобі ризикувати всім цим?» Однак Джорджоне як не послухався і поїхав до Риму, де викупив «Лаціо», яке щойно повернулося в Серію А клуб, але погрузла в боргах.
На прес-конференції 13 червня 1983 року Кіналья заявив: «Я пішов на величезні жертви, щоб приїхати в Рим і викупити Лаціо, проте деколи в житті потрібно робити вибір… Я хочу створити сильну команду з сильними гравцями, яка боротиметься за титули». Той склад Орлов аж ніяк не був слабким: Бруно Джордано, Ліонелло Манфредонія, Вінченцо Д'Аміко, орендований у «Ювентуса» Мікаель Лаудруп. Однак сезон не пішов одразу. Джорджо часто не міг стримати емоції, через що до нього не дуже добре ставилися у Федерації футболу Італії. Одного разу він накинувся на арбітра Менікуччі, який, на його думку, допоміг «Удінезе» зрівняти рахунок на Олімпіко: «Таких, як цей суддя, потрібно дискваліфікувати довічно!». За це Джорджо був відлучений від футболу на вісім місяців.
В підсумку «б'янкочелесті» врятувалися від вильоту в останньому турі за рахунок переваги над «Дженоа» в особистих зустрічах, після чого Кіналья спробував заробити гроші, продавши Джордано та Манфредонію, але не зміг. Також спочатку планувалося, що якісь кошти на розвиток виділять його американські знайомі, але не відбулося і цього. Проте у наступному сезоні «Лаціо» не допомогли ні досвідчений Паоло Карозі, ні старі знайомі Хуан Карлос Лорес та Джанкарло Одді і в підсумку клуб зайняв останнє місце в таблиці на пару з «Кремонезе». До того часу Кіналья встиг розлучитися і одружитися вдруге, у нього народилося ще два сини — Дональд та Ентоні. Але Джорджоне вирішив підняти клуб із Серії В з Джіджі Сімоні на лавці. Однак тут теж нічого не вийшло, тому 13 лютого 1986 року Кіналья визнав свою помилки і передав повноваження віце-президенту Франко Кіменті. Він пішов зі словами:
|                   | «Я засмучений та розчарований. Намагався зробити як найкраще. Напевно, я занадто люблю цей клуб, щоб мислити тверезо». |
| — Джорджо Кіналья | |

Незабаром стало відомо, що Кіналья вів справи достатньо безладно і це завершилося судовими розглядами та непідтвердженим звинуваченнями в шахрайстві. Після цього Кіналья став коментатором, але вів репортажі настільки відверто, що це не сподобалося власникам клубів, у яких виникали проблеми з продажем гравців: «Для мене все просто — я називаю речі своїми іменами. Якщо футболіст — дерево, я так і говорю. Якщо матч викликає нудоту, я теж цього не приховую. Проте в Італії, на відміну від Америки, таку прямоту благом не вважають». На регіональних виборах у Лаціо від партії демократичних християн він став єдиним, хто не пройшов. І після поразки заявив: «Ніякий я не демократичний християнин. Просто друзі вмовили мене взяти участь, а мені не було чого робити». Пізніше він балотувалася і від лівоцентристської партії католиків, але теж програв.

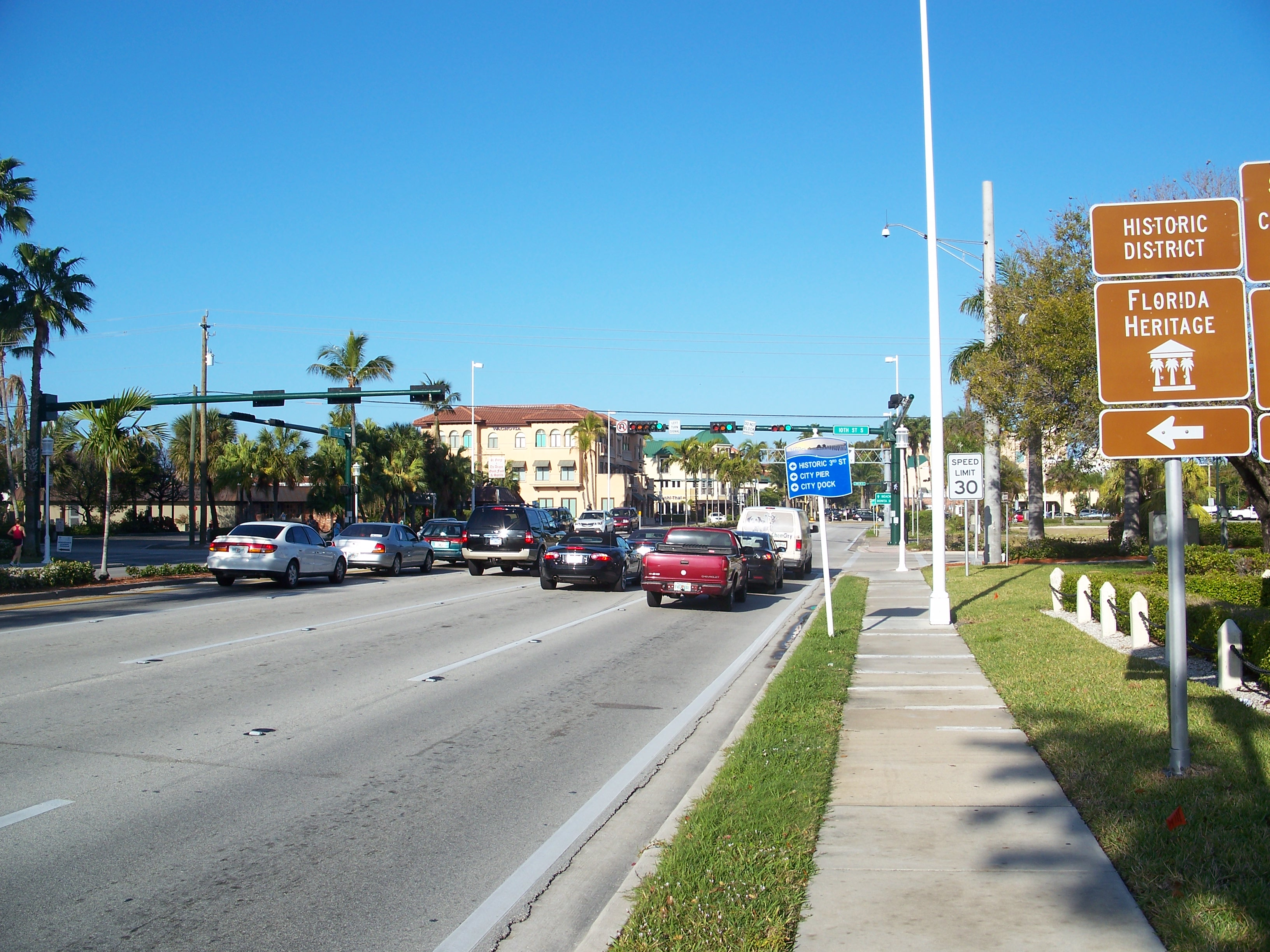
Місто Нейплз, Флорида, в якому прожив останні роки та помер Джорджо Кіналья

2000 року він Кіналья викупив «Фоджу», ставши її президентом і, поставивши за мету піднятися із Серії С2 в Серію А. Проте цього разу ситуація склалася ще гірше, ніж в Римі. Дійшло до того, що незадоволені ультрас напали на футболістів команди прямо на полі, а коли почали розбирати фінансові документи, з'ясувалося, що через рахунки клубу відмивали брудні гроші. Кіналья тоді заявляв: «Справа в тому, що я дуже наївний. Я звик довіряти іншим». Того разу Джорджоне вдалося довести, що він був жертвою чужих інтересів, але 2006 року, коли відбулася спроба захоплення «Лаціо» Лотіто на біржі, невинність довести не вдалося, і Кіналья змушений був тікати в США від звинувачень у спекуляціях, вимаганні та навіть зв'язках з мафіозним кланом Казалезі.
Переїхавши до Америки, Джорджо влаштувався у Флориді, в невеликому місті під назвою Нейплз, де він як і раніше намагався вести активне публічну життя, вів спортивну передачу по радіо, періодично давав інтерв'ю, а 2011 року отримав від «Космосу» почесну посаду «футбольного посла».
Наприкінці березня 2012 року Кіналья потрапив до лікарні з серцевим нападом, переніс невелику операцію і, здавалося, пішов на поправку. 31 березня повернувся додому, але на наступний день вранці в неділю, прокинувшись, прийняв ліки, але потім знову ліг у ліжко та більше вже не встав. Син Антоніо на певний час відлучився, і коли повернувся до кімнати батька, той вже не дихав. Таким чином Кіналья помер 1 квітня 2012 року на 66-му році життя у місті Нейплз як особа, що переховується від правосуддя, оскільки вимога про видачу злочинця Італії не була задоволена.

## Статистика виступів

### Статистика клубних виступів
| Сезон                       | Команда                     | Чемпіонат                   | Чемпіонат | Чемпіонат | Національний кубок | Національний кубок | Національний кубок | Континентальні кубки | Континентальні кубки | Континентальні кубки | Інші змагання | Інші змагання | Інші змагання | Усього | Усього |
| Сезон                       | Команда                     | Турнір                      | Ігор      | Голів     | Турнір             | Ігор               | Голів              | Турнір               | Ігор                 | Голів                | Турнір        | Ігор          | Голів         | Ігор   | Голів  |
| --------------------------- | --------------------------- | --------------------------- | --------- | --------- | ------------------ | ------------------ | ------------------ | -------------------- | -------------------- | -------------------- | ------------- | ------------- | ------------- | ------ | ------ |
| 1964-65                     | «Свонсі Сіті»               | 2Д (ІІ)                     | 1         | 0         | КА+КЛ+КУ           | ?                  | ?                  | —                    | —                    | —                    | —             | —             | —             | 1+     | 0+     |
| 1965-66                     | «Свонсі Сіті»               | 3Д (ІІІ)                    | 4         | 1         | КА+КЛ+КУ           | ?                  | ?                  | —                    | —                    | —                    | —             | —             | —             | 4+     | 1+     |
| Усього за «Свонсі Сіті»     | Усього за «Свонсі Сіті»     | Усього за «Свонсі Сіті»     | 5         | 1         |                    | ?                  | ?                  |                      | —                    | —                    |               | —             | —             | 5+     | 1+     |
| 1966-67                     | «Массезе»                   | C                           | 32        | 5         | —                  | —                  | —                  | —                    | —                    | —                    | —             | —             | —             | 32     | 5      |
| 1967-68                     | «Інтернаполі»               | C                           | 31        | 10        | —                  | —                  | —                  | —                    | —                    | —                    | —             | —             | —             | 31     | 10     |
| 1968-69                     | «Інтернаполі»               | C                           | 35        | 14        | —                  | —                  | —                  | —                    | —                    | —                    | —             | —             | —             | 35     | 14     |
| Усього за «Інтернаполі»     | Усього за «Інтернаполі»     | Усього за «Інтернаполі»     | 66        | 24        |                    | —                  | —                  |                      | —                    | —                    |               | —             | —             | 66     | 24     |
| 1969-70                     | «Лаціо»                     | A                           | 28        | 12        | КІ                 | 1                  | 0                  | —                    | —                    | —                    | —             | —             | —             | 29     | 12     |
| 1970-71                     | «Лаціо»                     | A                           | 30        | 9         | КІ                 | 3                  | 3                  | КЯ                   | 2                    | 2                    | —             | —             | —             | 35     | 14     |
| 1971-72                     | «Лаціо»                     | B                           | 34        | 21        | КІ                 | 7                  | 5                  | —                    | —                    | —                    | —             | —             | —             | 41     | 26     |
| 1972-73                     | «Лаціо»                     | A                           | 30        | 10        | КІ                 | 4                  | 1                  | —                    | —                    | —                    | —             | —             | —             | 34     | 11     |
| 1973-74                     | «Лаціо»                     | A                           | 30        | 24        | КІ                 | 8                  | 4                  | КУЄФА                | 4                    | 6                    | —             | —             | —             | 42     | 34     |
| 1974-75                     | «Лаціо»                     | A                           | 30        | 14        | КІ                 | 4                  | 0                  | —                    | —                    | —                    | —             | —             | —             | 34     | 14     |
| 1975-76                     | «Лаціо»                     | A                           | 27        | 8         | КІ                 | 1                  | 0                  | КУЄФА                | 3                    | 3                    | —             | —             | —             | 31     | 11     |
| Усього за «Лаціо»           | Усього за «Лаціо»           | Усього за «Лаціо»           | 209       | 98        |                    | 28                 | 13                 |                      | 9                    | 11                   |               | —             | —             | 246    | 122    |
| 1976                        | «Нью-Йорк Космос»           | NASL                        | 19        | 19        | —                  | —                  | —                  | —                    | —                    | —                    | —             | —             | —             | 19     | 19     |
| 1977                        | «Нью-Йорк Космос»           | NASL                        | 24        | 15        | —                  | —                  | —                  | —                    | —                    | —                    | —             | —             | —             | 24     | 15     |
| 1978                        | «Нью-Йорк Космос»           | NASL                        | 30        | 34        | —                  | —                  | —                  | —                    | —                    | —                    | —             | —             | —             | 30     | 34     |
| 1979                        | «Нью-Йорк Космос»           | NASL                        | 27        | 26        | —                  | —                  | —                  | —                    | —                    | —                    | —             | —             | —             | 27     | 26     |
| 1980                        | «Нью-Йорк Космос»           | NASL                        | 32        | 32        | —                  | —                  | —                  | —                    | —                    | —                    | —             | —             | —             | 32     | 50     |
| 1981                        | «Нью-Йорк Космос»           | NASL                        | 32        | 29        | —                  | —                  | —                  | —                    | —                    | —                    | —             | —             | —             | 32     | 29     |
| 1981-82                     | «Нью-Йорк Космос»           | NASL-I                      | 17        | 35        | —                  | —                  | —                  | —                    | —                    | —                    | —             | —             | —             | 17     | 35     |
| 1982                        | «Нью-Йорк Космос»           | NASL                        | 32        | 20        | —                  | —                  | —                  | —                    | —                    | —                    | —             | —             | —             | 32     | 20     |
| 1983                        | «Нью-Йорк Космос»           | NASL                        | 17        | 18        | —                  | —                  | —                  | —                    | —                    | —                    | —             | —             | —             | 17     | 18     |
| 1984-85                     | «Нью-Йорк Космос»           | MISL                        | 4         | 3         | —                  | —                  | —                  | —                    | —                    | —                    | —             | —             | —             | 4      | 3      |
| Усього за «Нью-Йорк Космос» | Усього за «Нью-Йорк Космос» | Усього за «Нью-Йорк Космос» | 234       | 231       |                    | —                  | —                  |                      | —                    | —                    |               | —             | —             | 234    | 231    |
| Усього за кар'єру           | Усього за кар'єру           | Усього за кар'єру           | 547+      | 361+      |                    | ?                  | 13+                |                      | 9                    | 11                   |               | —             | —             | 584+   | 385+   |

### Статистика виступів за збірну
| Дата       | Місто      | Господарі  | Результат | Гості     | Турнір             | Голи | Примітки |
| ---------- | ---------- | ---------- | --------- | --------- | ------------------ | ---- | -------- |
| 21-6-1972  | Софія      | Болгарія   | 1 – 1     | Італія    | товариський матч   | 1    |          |
| 20-9-1972  | Турин      | Італія     | 3 – 1     | Югославія | товариський матч   | 1    |          |
| 7-10-1972  | Люксембург | Люксембург | 0 – 4     | Італія    | Відбір до ЧС 1974  | 1    |          |
| 21-10-1972 | Берн       | Швейцарія  | 0 – 0     | Італія    | Відбір до ЧС 1974  | -    |          |
| 13-1-1973  | Неаполь    | Італія     | 0 – 0     | Туреччина | Відбір до ЧС 1974  | -    |          |
| 9-6-1973   | Рим        | Італія     | 2 – 0     | Бразилія  | товариський матч   | -    |          |
| 14-11-1973 | Лондон     | Англія     | 0 – 1     | Італія    | товариський матч   | -    |          |
| 26-2-1974  | Рим        | Італія     | 0 – 0     | ФРН       | товариський матч   | -    |          |
| 8-6-1974   | Відень     | Австрія    | 0 – 0     | Італія    | товариський матч   | -    |          |
| 15-6-1974  | Мюнхен     | Італія     | 3 – 1     | Гаїті     | ЧС 1974 - 1-й етап | -    |          |
| 23-6-1974  | Штутгарт   | Польща     | 2 – 1     | Італія    | ЧС 1974 - 1-й етап | -    |          |
| 19-4-1975  | Рим        | Італія     | 0 – 0     | Польща    | Відбір до ЧЄ 1976  | -    |          |
| 5-6-1975   | Гельсінкі  | Фінляндія  | 0 – 1     | Італія    | Відбір до ЧЄ 1976  | 1    |          |
| 8-6-1975   | Москва     | СРСР       | 1 – 0     | Італія    | товариський матч   | -    |          |
| Усього     |            | Матчів     | 14        |           | Голів              | 4    |          |

## Титули і досягнення

### Командні
- Чемпіон Італії (1):

«Лаціо»: 1973-74
- Переможець Північноамериканської футбольної ліги (4):

«Нью-Йорк Космос»: 1977, 1978, 1980, 1982
- Володар Кубка Альп: (1):

«Лаціо»: 1971

### Особисті
- Найкращий бомбардир Серії A: 1973-74 (24 голи)
- Найкращий бомбардир Серії B: 1971-72 (21 гол)
- Найкращий бомбардир Кубка Альп: 1971 (7 голів)
- Найкращий бомбардир Північноамериканської футбольної ліги: 1976 (19 голів), 1978 (34 голів), 1980 (32 голів), 1981 (29 голів), 1982 (20 голів)
- Найцінніший гравець Північноамериканської футбольної ліги: 1981